# 2011 no desporto
Nesta página encontram-se os fatos e referências do desporto que acontecerão durante o ano de 2011.

## Eventos previstos

### Andebol
- 13 a 30 de janeiro: Campeonato Mundial de Andebol de 2011 na Suécia

### Atletismo
- 27 de agosto a 4 de setembro: Campeonato Mundial de Atletismo de 2011 em Daegu, Coreia do Sul

### Automobilismo
- 12 de fevereiro: Budweiser Shootout (NASCAR)
- 20 de fevereiro: Daytona 500 (NASCAR)
- 13 de março a 27 de novembro: Temporada de Fórmula 1 de 2011 (Fórmula 1)
- 27 de março a 16 de outubro: Temporada da IndyCar Series
- 29 de maio: 500 Milhas de Indianápolis
- 11 e 12 de junho: 24 Horas de Le Mans

### Basquetebol
- 27 de agosto a 8 de setembro: Copa América de Basquetebol Masculino de 2011 em Mar del Plata, Argentina
- 3 a 18 de setembro: EuroBasket 2011 na Lituânia

### Críquete
- 19 de fevereiro a 2 de abril: Copa do Mundo de Críquete de 2011 na Índia, Sri Lanka e Bangladesh

### Esqui Alpino
- 7 a 20 de fevereiro: Campeonato Mundial de Esqui Alpino de 2011 em Garmisch-Partenkirchen, Alemanha

### Futebol
- 25 de janeiro a 22 de junho: Copa Libertadores da América de 2011
- 16 de fevereiro a 8 de junho: Copa do Brasil de Futebol de 2011
- 21 de maio a 4 de dezembro: Campeonato Brasileiro de Futebol de 2011
- 20 de maio a 26 de novembro: Campeonato Brasileiro de Futebol de 2011 - Série B
- 3 de junho de 2011 a 19 de novembro de 2013: Eliminatórias da Copa do Mundo FIFA de 2014
- 5 a 25 de junho: Copa Ouro da CONCACAF 2011 nos Estados Unidos
- 10 a 26 de junho: Copa Libertadores da América Sub-20 de 2011 no Peru
- 26 de junho a 17 de julho: Copa do Mundo de Futebol Feminino de 2011 na Alemanha
- 1 a 24 de julho: Copa América de 2011 na Argentina
- 16 de julho a 12 de novembro: Campeonato Brasileiro de Futebol de 2011 - Série C
- 16 de julho a 13 de novembro: Campeonato Brasileiro de Futebol de 2011 - Série D
- 29 de julho a 20 de agosto: Campeonato Mundial de Futebol Sub-20 de 2011 na Colômbia
- 8 a 18 de dezembro: Copa do Mundo de Clubes da FIFA de 2011 no Japão

### Futebol Americano
- 6 de fevereiro: Super Bowl XLV em Arlington, Texas, Estados Unidos

### Futebol de Praia
- 1 a 11 de setembro: Copa do Mundo FIFA de Futebol de Areia em Ravena, Itália

### Handebol
Veja: Andebol

### Hóquei em Patins
- Campeonato do Mundo de Hóquei em Patins de 2011 em San Juan, Argentina

### Hóquei no Gelo
- 1 a 11 de setembro: Campeonato do Mundo de Hóquei no Gelo de 2011 em Bratislava e Košice, Eslováquia

### Eventos multidesportivos
- 27 de janeiro a 6 de fevereiro: Universíada de Inverno de 2011 em Erzurum, Turquia
- 12 a 19 de fevereiro: Festival Olímpico da Juventude Europeia de Inverno em Liberec, República Checa
- 16 a 18 de fevereiro: Surdolímpiadas de Inverno em Vysoké Tatry, Eslováquia
- 30 de maio a 4 de junho: Jogos dos Pequenos Estados da Europa, Liechtenstein
- 25 de junho a 1 de julho: Jogos das Ilhas na Ilha de Wright
- 25 de junho a 4 de julho: Special Olympics em Atenas, Grécia
- 16 a 24 de julho: Jogos Mundiais Militares, no Rio de Janeiro, Brasil
- 16 a 31 de julho: Campeonato Mundial de Desportos Aquáticos de 2011 em Xangai, China
- 24 a 29 de julho: Festival Olímpico da Juventude Europeia em Trabzon, Turquia
- 12 a 23 de agosto: Universíada de Verão em Shenzhen, China
- 27 de agosto a 10 de setembro: Jogos do Pacífico em Nouméa, Nova Caledónia
- 3 a 18 de setembro: Jogos Pan-Africanos em Maputo, Moçambique
- 7 a 3 de setembro: Jogos da Commonwealth da Juventude em Douglas-Castletown, Ilha de Man
- 11 a 21 de setembro: Jogos do Sudeste Asiático em Palembang, Indonésia
- 14 a 30 de outubro: Jogos Pan-Americanos em Guadalajara, México
- 11 a 25 de novembro: Jogos Pan-Arábicos em Doha, Qatar
- 12 a 20 de novembro: Jogos Parapan-Americanos de 2011 em Guadalajara, México
- 2 de dezembro a 11 de dezembro: Jogos Sul-Americanos de Praia em Manta, Equador

### Remo
- 28 de agosto a 4 de setembro: Campeonato Mundial de Remo de 2011 no Lago Bled, Eslovénia

### Rugby
- 9 de setembro a 23 de outubro: Copa do Mundo de Rugby de 2011 na Nova Zelândia

### Voleibol
- 27 de maio a 10 de julho: Liga Mundial
- 5 a 21 de agosto: Grand Prix
- 4 a 18 de novembro: Copa do Mundo Feminina
- 20 de novembro a 4 de dezembro: Copa do Mundo Masculina

### Voleibol de Praia
- 17 a 26 de junho: Campeonato Mundial de Voleibol de Praia em Roma, Itália

## Fatos

### Janeiro
- 10 de janeiro -  Messi e  Marta são escolhidos pela FIFA como os melhores jogadores de 2010
- 13 de janeiro -  Washington, do Fluminense, anuncia sua aposentadoria
- 25 de janeiro O  Flamengo vence a Copa São Paulo de Futebol Júnior
- 29 de janeiro - O  Japão vence a Copa da Ásia de Futebol
- 30 de janeiro - A  França vence o Campeonato Mundial de Handebol Masculino

### Fevereiro
- 13 de fevereiro O  Brasil vence o Sul-Americano Sub-20 de Futebol
- 14 de fevereiro - O atacante  Ronaldo, que até então atuava pelo Corinthians, anuncia sua aposentadoria

### Março
- 27 de março
  -  Sebastian Vettel vence o Grande Prêmio da Austrália de Fórmula 1
  -  Dario Franchitti vence a Etapa de São Petersburgo da Indycar
  -  O goleiro Rogério Ceni marca seu 100º gol na carreira contra o Corinthians

### Abril
- 3 de abril - O  Porto vence o Campeonato Português de Futebol
- 9 de abril - O  Brasil vence o Sul-Americano Sub-17 de Futebol
- 10 de abril
  -  Sebastian Vettel vence o Grande Prêmio da Malásia de Fórmula 1
  -  Will Power vence a Etapa de Alabama da Indycar
- 17 de abril
  -  Lewis Hamilton vence o Grande Prêmio da China de Fórmula 1
  -  Mike Conway vence a Etapa de Long Beach da Indycar
- 24 de abril
  - O  SESI vence a Superliga de Voleibol Masculino
  - O  Coritiba vence o Campeonato Paranaense de Futebol
  - O  Cuiabá vence o Campeonato Mato-Grossense de Futebol
- 28 de abril - O  Monterrey vence a Liga dos Campeões da CONCACAF
- 30 de abril
  - O  Rio de Janeiro vence a Superliga Brasileira de Voleibol Feminino
  - O  Borussia Dortmund vence o Campeonato Alemão de Futebol

### Maio
- 1 de maio - O  Flamengo vence o Campeonato Carioca de Futebol
- 2 de maio -  Will Power vence a Etapa de São Paulo da Indycar
- 4 de maio - O  Ceará vence o Campeonato Cearense de Futebol
- 7 de maio
  - O  Milan vence o Campeonato Italiano de Futebol
  - O  ASA vence o Campeonato Alagoano de Futebol
- 8 de maio
  -  Sebastian Vettel vence o Grande Prêmio da Turquia de Fórmula 1
  - O  ABC vence o Campeonato Potiguar de Futebol
- 11 de maio - O  Barcelona vence o Campeonato Espanhol de Futebol
- 14 de maio
  - O  Manchester United vence o Campeonato Inglês de Futebol
  - O  Brasiliense vence o Campeonato Brasiliense de Futebol
- 15 de maio
  - O  Bahia de Feira vence o Campeonato Baiano de Futebol
  - O  Atlético Goianiense vence o Campeonato Goiano de Futebol
  - O  Cruzeiro vence o Campeonato Mineiro de Futebol
  - O  Santa Cruz vence o Campeonato Pernambucano de Futebol
  - O  Internacional vence o Campeonato Gaúcho de Futebol
  - A  Chapecoense vence o Campeonato Catarinense de Futebol
  - O  Santos vence o Campeonato Paulista de Futebol
- 18 de maio - O  Porto vence a Liga Europa da UEFA
- 21 de maio - O  Lille vence o Campeonato Francês de Futebol
- 22 de maio
  -  Sebastian Vettel vence o Grande Prêmio da Espanha de Fórmula 1
  - O  Treze vence o Campeonato Paraibano de Futebol
- 24 de maio - O  Brasília vence o NBB
- 28 de maio - O  Barcelona vence a Liga dos Campeões da UEFA
- 29 de maio
  -  Sebastian Vettel vence o Grande Prêmio de Mônaco de Fórmula 1
  -  Dan Wheldon vence as 500 Milhas de Indianápolis
  - A  Internazionale vence a Copa Itália de Futebol
  - O  São Mateus vence o Campeonato Capixaba de Futebol
- 30 de maio - O  Sampaio Corrêa vence o Campeonato Maranhense de Futebol

### Junho
- 1 de junho - O  Penarol vence o Campeonato Amazonense de Futebol
- 4 de junho - O  Gurupi vence o Campeonato Tocantinense de Futebol
- 5 de junho - O  River Plate-SE vence o Campeonato Sergipano de Futebol
- 8 de junho - O  Vasco da Gama vence a Copa do Brasil de Futebol
- 11 de junho - O  Real vence o Campeonato Roraimense de Futebol de 2011
- 12 de junho
  -  Dario Franchitti e  Will Power vencem as corridas da Etapa do Texas da Indycar
  -  Marcel Fässler,  André Lotterer e  Benoît Tréluyer, com um Audi R18 TDi vencem as 24 Horas de Le Mans
  -  Jenson Button vence o Grande Prêmio do Canadá de Fórmula 1
  - O  Vélez Sársfield vence o Torneio Clausura do Campeonato Argentino de Futebol
- 19 de junho
  -  Dario Franchitti vence a Etapa de Milwaukee da Indycar
  - O  Brasil vence a Copa Pan-Americana de Voleibol Masculino
- 22 de junho - O  Santos vence a Copa Libertadores da América
- 25 de junho -  Marco Andretti vence a Etapa de Iowa da Indycar
- 26 de junho
  -  Sebastian Vettel vence o Grande Prêmio da Europa de Fórmula 1
  - O  México vence a Copa Ouro da CONCACAF
  - O  Independente vence o Campeonato Paraense de Futebol
  - O  River Plate é rebaixado para a Segunda Divisão do Campeonato Argentino
  - O  Universitario vence a Copa Libertadores da América Sub-20

### Julho
- 3 de julho
  - O  Juventus vence o Campeonato Acriano de Futebol
  - O  Espigão vence o Campeonato Rondoniense de Futebol
- 9 de julho - O  CENE vence o Campeonato Sul-Mato-Grossense de Futebol
- 10 de julho
  - O  Brasil vence a Copa Pan-Americana de Voleibol Feminino
  -  Fernando Alonso vence o Grande Prêmio da Grã-Bretanha de Fórmula 1
  -  Dario Franchitti vence a etapa de Toronto da Indycar.
  - A  Rússia vence a Liga Mundial de Voleibol
  - O  México vence o Campeonato Mundial de Futebol Sub-17
- 17 de julho - O  Japão vence a Copa do Mundo de Futebol Feminino
- 24 de julho
  -  Lewis Hamilton vence o Grande Prêmio da Alemanha de Fórmula 1
  - O  Uruguai vence a Copa América de Futebol
  -  Will Power vence a etapa de Edmonton da Indycar
- 30 de julho - Sorteio dos grupos e cruzamentos das eliminatórias da Copa do Mundo 2014
- 31 de julho -  Jenson Button vence o Grande Prêmio da Hungria de Fórmula 1

### Agosto
- 7 de agosto
  -  Scott Dixon vence a etapa de Mid-Ohio da Indycar
  - O  Atlético Mineiro vence a Taça Belo Horizonte de Futebol Júnior
- 13 de agosto -  Ryan Hunter-Reay vence a etapa de New Hampshire da Indycar
- 17 de agosto - O  4 de Julho vence o Campeonato Piauiense de Futebol
- 21 de agosto - O  Brasil vence o Campeonato Mundial de Futebol Sub-20
- 24 de agosto - O  Internacional vence a Recopa Sul-Americana de Futebol
- 26 de agosto - O  Barcelona vence a Supercopa Européia de Futebol
- 27 de agosto -  Romain Grosjean vence o campeonato da GP2
- 28 de agosto
  - Os  Estados Unidos vencem o Grand Prix de Voleibol
  -  Sebastian Vettel vence o Grande Prêmio da Bélgica de Fórmula 1
  -  Will Power vence a etapa de Sonoma da Indycar
- 30 de agosto -  Fabiana Murer vence no salto com vara do Campeonato Mundial de Atletismo, conquistando a primeira medalha de ouro para o Brasil na história deste evento.

### Setembro
- 2 de setembro -  Fabiana Beltrame vence a prova da categoria skiff leve do Campeonato Mundial de Remo, conquistando a primeira medalha de ouro para o Brasil na história deste evento.
- 4 de setembro -  Will Power vence a etapa de Baltimore da Indycar
- 11 de setembro
  -  Sebastian Vettel vence o Grande Prêmio da Itália de Fórmula 1
  - A  Rússia vence a Copa do Mundo de Futebol de Areia
  - A  Argentina vence a Copa América de Basquetebol Masculino
- 12 de setembro - US Open 2011 termina com vitórias de  Novak Đoković e  Samantha Stosur no torneio de simples masculino e feminino, respectivamente
- 17 de setembro - O  Brasil vence a Copa América de Futsal de 2011
- 18 de setembro -  Scott Dixon vence a etapa do Japão da Indycar
- 25 de setembro
  -  Sebastian Vettel vence o Grande Prêmio de Singapura de Fórmula 1
  - O  Brasil vence o Campeonato Sul-Americano de Voleibol Masculino

### Outubro
- 1 de outubro - O  Brasil vence a Copa América de Basquetebol Feminino
- 2 de outubro
  - O  Brasil vence o Campeonato Sul-Americano de Voleibol Feminino
  -  Ed Carpenter vence a etapa de Kentucky da Indycar
- 9 de outubro -  Jenson Button vence o Grande Prêmio do Japão de Fórmula 1 e  Sebastian Vettel vence a temporada de Fórmula 1, sagrando-se o mais jovem bicampeão da história.
- 14 de outubro - Início dos Jogos Pan-Americanos
- 16 de outubro
  -  Sebastian Vettel vence o Grande Prêmio da Coreia de Fórmula 1
  -  Casey Stoner vence a temporada da MotoGP
  -  Dario Franchitti vence a temporada da Indycar
  -  Dan Wheldon falece em decorrência de acidente durante o GP de Las Vegas da Indycar
- 23 de outubro
  - A  Nova Zelândia vence a Copa do Mundo de Rugby
  - O  Brasil vence o Grand Prix de Futsal
  -  Marco Simoncelli falece em decorrência de acidente durante o GP da Malásia da MotoGP
- 30 de outubro
  -  Sebastian Vettel vence o Grande Prêmio da Índia de Fórmula 1
  - Término dos Jogos Pan-Americanos

### Novembro
- 6 de novembro
  -  Stefan Bradl vence a temporada da Moto 2 de Moto velocidade
  -  Nicolás Terol vence a temporada das 125 cc de Moto velocidade
  -  Cacá Bueno vence a temporada da Stock Car
- 8 de novembro - A  Portuguesa vence o Campeonato Brasileiro de Futebol da Série B
- 13 de novembro
  -  Lewis Hamilton vence o Grande Prêmio de Abu Dhabi de Fórmula 1
  -  Sébastien Loeb e  Daniel Elena vencem a temporada do Campeonato Mundial de Rali
- 18 de novembro - A  Itália vence a Copa do Mundo de Voleibol Feminino
- 20 de novembro
  - O  Tupi vence o Campeonato Brasileiro de Futebol da Série D
  -  Tony Stewart vence a temporada da NASCAR
  -  Yvan Muller vence a temporada do Campeonato Mundial de Carros de Turismo
- 27 de novembro -  Mark Webber vence o Grande Prêmio do Brasil de Fórmula 1

### Dezembro
- 3 de dezembro - O  Joinville vence o Campeonato Brasileiro de Futebol da Série C
- 4 de dezembro
  - A  Rússia vence a Copa do Mundo de Voleibol Masculino
  - O  Corinthians vence o Campeonato Brasileiro de Futebol
  - A  Espanha vence a Copa Davis de Tênis
  - O  Boca Juniors vence o Torneo Apertura do Campeonato Argentino de Futebol
- 12 de dezembro - A  Noruega vence o Campeonato Mundial de Handebol Feminino
- 15 de dezembro - O  Universidad de Chile vence a Copa Sul-Americana de Futebol
- 18 de dezembro - O  Barcelona vence a Copa do Mundo de Clubes da FIFA
- 20 de dezembro - O  América Mineiro vence o Campeonato Brasileiro de Futebol Sub-20
- 31 de dezembro -  Tariku Bekele e  Priscah Jeptoo vencem a Corrida de São Silvestre